# Louis-Marcel de Coëtlogon
Pour les autres membres de la famille, voir Famille de Coëtlogon.
Louis-Marcel de Coëtlogon né vers 1648 à Rennes et mort le 18 avril 1707 à Tournai, est un homme d'Église français des XVIIe et XVIIIe siècles. Il est évêque de Saint-Brieuc du 6 septembre 1680 au 11 avril 1705, et évêque de Tournai de 1705 à sa mort.

## Biographie

### Origines et famille
Louis-Marcel de Coëtlogon descend de la maison de Coëtlogon, une très ancienne famille de la noblesse bretonne, de l'évêché de Saint-Brieuc, dont l'origine remonte au XIe siècle.
Son père, René de Coëtlogon, marquis de Coëtlogon et vicomte de Mejusseaume (1624 - 1683), est conseiller d’État, lieutenant-général du roi Louis XIV dans la Haute-Bretagne, et gouverneur de Rennes en 1657. Sa mère Philippe de Coëtlogon, est la cousine de son époux et héritière du marquisat.

### L'homme d’Église
L'abbé de Coëtlogon, après des études à Paris - il est docteur en théologie à la Sorbonne -, est nommé vicaire général de Quimper, puis abbé de Bégard et prieur commendataire de Saint-Martin de Josselin.
Le 14 août 1680, il est nommé évêque de Saint-Brieuc, immédiatement après le transfert de son prédécesseur à l'évêché de Poitiers, mais une maladie grave qui met ses jours en danger, empêche son sacre d'avoir lieu avant le 14 décembre de l'année suivante. C'est dans la chapelle de la maison professe des Jésuites, de la rue Saint-Antoine, à Paris, qu'a lieu cette cérémonie, dont l'éclat est rehaussé par la présence de tous les grands seigneurs et toutes les dames de la Cour, attirés au sacre de ce prélat par le lien de parenté qui l'unissait au marquis de Cavoye.
Son premier soin, en arrivant dans son évêché, est de mettre un terme aux nombreux procès qui y existaient depuis longtemps.
« Sa piété éclairée, son aménité qui n'excluait cependant pas une grande fermeté, lorsque les circonstances l'exigeaient, lui concilièrent promptement l'affection et l'estime des habitants de son diocèse. On lui doit l'établissement d'une classe de philosophie, dans le collège de sa ville épiscopale et la fondation de retraites ecclésiastiques dans le séminaire. »
Des registres terriers tenus avec soin sous son épiscopat, et d'après ses instructions, prouvent qu'il ne s'occupa pas moins activement du temporel que du spirituel de son Évêché.
Sollicité à diverses reprises de modifier les règlements concernant son clergé, il s'y refuse constamment, disant qu'il ne pouvait rien faire de mieux que ce qu'avaient établi ses prédécesseurs, Denis de La Barde et André II  Le Porc de la Porte.
Lorsque, après la révocation de l'édit de Nantes, le roi Louis XIV entreprend de convertir par les armes les Calvinistes présents en Bretagne, l'évêque de Saint-Brieuc renvoie les troupes commandées par le marquis de la Coste, et accompagné seulement de ce lieutenant-général et de quelques gardes, il entreprend dans son diocèse une visite, « à la suite de laquelle sa parole éloquente et persuasive, ainsi que la douceur de son caractère, ramenèrent à la foi catholique les disciples égarés de Luther et de Calvin. »
La renommée de ce prélat était telle, que lorsque le roi voulut faire choix d'un précepteur pour l'éducation des princes, son nom est placé sur la liste des évêques jugés dignes de cet emploi. Il est cependant écarté par le stratagème d'un courtisan qui désirait voir conférer cette haute mission à l'abbé de Fénélon qui l'obtint en effet, et qui du reste méritait à tous égards d'être appelé à ce poste éminent.
L'Evêque de Coëtlogon présida les États de Bretagne assemblés à Dinan le 1er octobre 1687, et lorsque, chassé d'Angleterre par Georges de Hanovre, Jacques II vient demander à la France, en 1689, une hospitalité momentanée, il passe par Saint-Brieuc où il séjourne quelques jours. Ce monarque reçut de M. de Coëtlogon un tel accueil, qu'il en garde un long souvenir, et que Louis XIV lui en exprime sa reconnaissance lorsque, pour la seconde fois, il est envoyé par les États de Bretagne, pour lui porter les cahiers de doléances.
Louis-Marcel de Coëtlogon assiste à l'assemblée extraordinaire des Évêques de la Province de Tours, qui, le 20 juillet 1699, condamne de l'ouvrage de l'abbé de Fénélon intitulé : Livre des maximes des Saints sur la vie intérieure.
L'Evêché de Tournai alors en territoire français, étant devenu vacant, l'évêque de Saint-Brieuc y est transféré le 11 avril 1705, mais il n'en occupe le siège que deux ans seulement, et y meurt le 18 avril 1707, à l'âge de 59 ans environ.
Son corps est inhumé dans la Cathédrale Notre-Dame de Tournai, et un oraison funèbre est prononcée par le Père Robert Philippe, de la Compagnie de Jésus.
L'épitaphe placée sur son tombeau est le suivant :
D. O. M. Hic jacet illustrissimus ac reverendissimus. D. Ludovicut Marcellus de Coëtlogon, Dei ac sanctæ sedes Apostolicæ gratia Episcopus Sanbriocensis per viginti annos et amplius; deindè per duos annos Episcoput Tornacensis. — Obiit 18 Aprilis anno 1707. — Ætatis suæ 59. — Requiescat in pace

## Succession apostolique
Louis-Marcel de Coëtlogon a ordonné les évêques suivants :
- Évêque Louis-Armand Champion de Cicé, M.E.P. (1701)